# Швенк, Трипп
Уильям Дуглас Швенк, III (англ. William Douglas Schwenk, III; род. 17 июня 1971 года, Сарасота, Флорида, США) — американский пловец, чемпион летних Олимпийских игр 1996 года, бывший рекордсмен мира.
Швенк представлял США на двух Олимпийских играх подряд. На Олимпийских играх 1992 года в Барселоне плыл на дистанции 200 метров на спине, где в финале показал 5 время. На Олимпийских играх 1992 года в Атланте, выиграл золотую медаль в составе эстафетной сборной, проплыв в предварительном заплыве комбинированной эстафеты 4×100 метров. В личном заплыве, Швенк стал серебряным призёром на дистанции 200 метров на спине, он также участвовал в финальном заплыве на дистанции 100 метров на спине, где показал 5 время. Многократный чемпион первого в истории чемпионаты мира на короткой воде в Пальме. Дважды представлял США на летней Универсиаде, выиграв 3 золотые медали.
После завершения спортивной карьеры, работает полицейским в родном городе Сарасота, в свободное время тренирует.